# Wettlaufsituation
Eine Wettlaufsituation, aus dem Englischen auch Race Condition (deutsch Wettlauf-Bedingung) oder Race Hazard (deutsch Wettlauf-Risiko), mitunter auch „kritische Wettlaufsituation“, bezeichnet in der Programmierung eine Konstellation, in der das Ergebnis einer Operation vom zeitlichen Verhalten bestimmter Einzeloperationen oder der Umgebung abhängt. Der Begriff stammt von der Vorstellung, dass zwei Signale wettlaufen, um die Ausgabe als erstes zu beeinflussen. Im Allgemeinen ist die Möglichkeit zu vermeiden, dass eine Race Condition entsteht.
Unbeabsichtigte Wettlaufsituationen sind ein häufiger Grund für schwer auffindbare nichtdeterministische Programmfehler. Bezeichnend für solche Situationen ist, dass bereits die veränderten Bedingungen zum Programmtest, wie zusätzliches Logging oder Debug-Modus, zu einem völligen Verschwinden der Symptome führen können – siehe hierzu auch Heisenbug. Zur Vermeidung solcher Konstellationen können bei der Programmerstellung beispielsweise Semaphore eingesetzt werden.

## Beispiel
Zwei gleichzeitig laufende Systeme wollen denselben Wert erhöhen. Die notwendigen Einzelschritte, die jedes der beiden Systeme durchlaufen muss, sind:
1. Wert lesen: Der Wert wird aus dem externen Speicher in den internen Speicher gelesen.
2. Wert erhöhen: Der Wert wird im internen Speicher um 1 erhöht.
3. Wert schreiben: Der Wert wird aus dem internen Speicher zurück in den externen Speicher geschrieben.

Angenommen, der Wert betrage anfangs 1. Das erste System heißt A, das zweite System B. Erhöhen beide Systeme den Wert, ist der erwartete neue Wert 3. Wenn System A zeitlich vor System B arbeitet, wird das auch so sein:
| Zeitpunkt | System A                                    | Gespeicherter Wert | System B                                    |
| --------- | ------------------------------------------- | ------------------ | ------------------------------------------- |
| 1         | Einlesen des Wertes Wert: 1                 | 1                  |                                             |
| 2         | Erhöhen des internen Wertes um eins Wert: 2 | 1                  |                                             |
| 3         | Speichern des Wertes                        | 2                  |                                             |
| 4         |                                             | 2                  | Einlesen des Wertes Wert: 2                 |
| 5         |                                             | 2                  | Erhöhen des internen Wertes um eins Wert: 3 |
| 6         |                                             | 3                  | Speichern des Wertes                        |

Arbeiten beide Systeme gleichzeitig und ist die Reihenfolge der Befehle unbestimmt, kann die Wettlaufsituation jedoch dazu führen, dass der tatsächlich erhaltene, neue Wert stattdessen 2 beträgt:
| Zeitpunkt | System A                                    | Gespeicherter Wert | System B                                    |
| --------- | ------------------------------------------- | ------------------ | ------------------------------------------- |
| 1         | Einlesen des Wertes Wert: 1                 | 1                  | Einlesen des Wertes Wert: 1                 |
| 2         | Erhöhen des internen Wertes um eins Wert: 2 | 1                  | Erhöhen des internen Wertes um eins Wert: 2 |
| 3         | Speichern des Wertes                        | 2                  | Speichern des Wertes                        |

Zur Vermeidung des Problems müsste A den Zugriff auf den Wert bis zum Abschluss der Veränderung so sperren, dass B warten muss, bis A seinen Zugriff auf den Wert beendet hat.
| Zeitpunkt | System A                                                              | Gespeicherter Wert | System B                                                           |
| --------- | --------------------------------------------------------------------- | ------------------ | ------------------------------------------------------------------ |
| 1         | Sperrung gegen fremde Zugriffe (falls dies nicht möglich ist: warten) | 1                  |                                                                    |
| 2         | Einlesen des Wertes Wert: 1                                           | 1                  | Versuch: Sperrung gegen fremde Zugriffe (da nicht möglich: warten) |
| 3         | Erhöhen des internen Wertes um eins Wert: 2                           | 1                  | Auf Freigabe warten...                                             |
| 4         | Speichern des Wertes                                                  | 2                  | Auf Freigabe warten...                                             |
| 5         | Aufheben der Sperrung                                                 | 2                  | Sperrung gegen fremde Zugriffe (nun erfolgreich)                   |
| 6         |                                                                       | 2                  | Einlesen des Wertes Wert: 2                                        |
| 7         |                                                                       | 2                  | Erhöhen des internen Wertes um eins Wert: 3                        |
| 8         |                                                                       | 3                  | Speichern des Wertes                                               |
| 9         |                                                                       | 3                  | Aufheben der Sperrung                                              |